# Command and Conquer : Conflit du Tibérium
Command and Conquer, aujourd’hui aussi connu sous le nom de Conflit du Tibérium, est un jeu de stratégie en temps réel développé par Westwood Studios. Les versions MS-DOS et MAC sont publiées par Virgin Interactive en 1995. Une version Windows 95 est ensuite publiée en 1997, le jeu étant également porté sur les consoles PlayStation, Sega Saturn et Nintendo 64.
Dès sa sortie, il connaît un important succès critique et commercial, initiant ainsi le succès de la franchise Command and Conquer qui devient à la fin des années 1990 la principale rivale des séries Warcraft et StarCraft développé par Blizzard Entertainment.
Le jeu se déroule dans une uchronie des années 1990 dans laquelle deux factions, le Groupement de Défense International et la Confrérie du Nod, s’affrontent pour le contrôle d’une ressource mystérieuse appelé Tibérium qui infecte peu à peu la terre.

## Trame

### Univers
Command and Conquer se déroule dans une uchronie de la fin des années 1990 dans laquelle une météorite s'est écrasée près du fleuve Tibre en Italie. Cette météorite libère une substance extra-terrestre radioactive nommée Tibérium, qui devient une ressource extrêmement précieuse grâce à sa capacité unique à aspirer les minéraux et nutriments des sols alentour pour en faire des cristaux à la surface, tout en dégageant des gaz toxiques pendant le processus.

### Contexte
Une ancienne société secrète autoritaire et religieuse connue sous le nom de Confrérie du Nod semble avoir prévu le potentiel que cette substance va représenter, et révèle avoir investi dans le développement de technologies pour récolter les cristaux de Tibérium plus efficacement que ne l'a fait la communauté scientifique jusque-là. Ils contrôlent bientôt la moitié de ce qui devient la denrée la plus prisée des marchés financiers, et utilisent ces capitaux pour entraîner une armée grandissante d'adeptes dans le monde entier, regroupés derrière un chef charismatique et mystérieux connu sous le nom de Kane.
Il s'ensuit une vague d'attaques terroristes dans le monde, aboutissant à la destruction du fictif Grain Trade Center à Vienne et créant la panique autour du globe. Ces actes sont unanimement attribués aux terroristes du Nod et leur leader Kane. Le conseil de sécurité des Nations unies réalise que le Nod vise la domination du monde, et ordonne à son bras armé, le Groupement de Défense International (GDI, Global Defense Initiative dans la version originale) d'intervenir et de stopper la progression du Nod, aboutissant à un conflit qui va dégénérer en une guerre mondiale moderne.

### Scénario
Dans la première campagne du jeu, le joueur commande les troupes du Groupement de Défense International et combat les forces européennes du Nod. Sous le commandement du général Mark Kamison Sheppard, le joueur doit accomplir des missions allant de la sécurisation d'une plage au secours de scientifiques et à la défense de bases du GDI contre les assauts du Nod. Le joueur est amené sur des champs de bataille dans plusieurs pays d'Europe comme l'Allemagne, la Pologne ou encore l'Autriche. Enfin, le joueur doit détruire le Temple du Nod à Sarajevo, où Kane a établi sa base principale.
Dans la deuxième partie du jeu, le joueur est une nouvelle recrue de la confrérie obéissant d'abord au commandant en second du Nod, Seth, et reçoit ensuite ses ordres de Kane en personne. Le joueur est d'abord mis à l'épreuve avec l'ordre de chasser le GDI d'Afrique en faisant usage d'armes conventionnelles et non conventionnelles. Pour contrôler complètement les réserves mondiales de Tibérium et dominer la planète, le joueur finit par prendre contrôle de l'arme ultime du GDI : le canon à ions, et construire le Temple de Nod. Dès lors, il peut utiliser un missile nucléaire contre le GDI dans la dernière mission. La campagne s'achève alors que le Nod contrôle tout le continent africain et se prépare à lancer un assaut sur l'Europe. Le joueur peut alors choisir un monument historique à détruire avec le canon à ions du GDI parmi la maison-Blanche, Big Ben, la tour Eiffel ou la porte de Brandebourg.

## Système de jeu
Command and Conquer est un jeu vidéo de stratégie en temps réel (STR) reprenant le concept du « récolter-construire-conquérir » introduit par Westwood Studios dans Dune II et déjà utilisé par Blizzard Entertainment dans Warcraft: Orcs and Humans. Comme dans celui-ci, le joueur doit collecter une ressource, appelé Tibérium, lui permettant de construire des bases et de créer des troupes afin de combattre l'armée adverse jusqu'à obtenir la victoire. Command and Conquer se distingue néanmoins de ses prédécesseurs en introduisant une plus grande différenciation entre les factions, chacune d'elles ayant ses propres unités disposant de capacités différentes.

### Gestion de base
Le gameplay de Command and Conquer requiert typiquement que le joueur construise en premier lieu une base, puis récolte des ressources, pour pouvoir produire différents types d'unités afin d'attaquer et de conquérir la base adverse. Toutes les structures disponibles sont construites par le bâtiment principal : le chantier de construction, généralement disponible en début de partie sous forme d'un véhicule pouvant être déployé en chantier. Lorsque le chantier de construction a terminé de construire une structure, le joueur peut sélectionner une zone de déploiement près d'un bâtiment existant, où la nouvelle structure va se déployer rapidement d'une manière reconnaissable.
Le Tibérium, la seule source de revenus du jeu (exceptées quelques caisses d'argent), est récolté par des collecteurs qui apportent leur cargaison à une raffinerie qui convertit les cristaux en ressources utiles, exprimées en crédits. Le Tibérium lui-même nécessite des aires de stockage : la raffinerie et, si besoin, les silos de stockage.
L'autre grande ressource du jeu est l'électricité, produite par des structures spécifiques. Chaque structure construite nécessite une certaine quantité d'électricité, et le fait de consommer plus d'électricité que la base n'en produit empêche certaines structures de fonctionner (les bâtiments de production produisent leurs unités avec un ralenti plus ou moins prononcé selon la carence, certaines structures défensives restent inertes, le radar s'éteint et le canon à ions suspend son chargement).
Virtuellement, les différents types de structures dans le jeu s'organisent comme un arbre des technologies : de nouvelles structures, unités et capacités spécifiques deviennent disponibles pour le joueur à mesure que d'autres structures sont construites et déployées. L'accès à des unités avancées peut être temporairement bloqué si la structure requise est détruite.
La base peut être défendue par des structures défensives spécialisées, d'abord des fortifications passives comme des sacs de sable, des clôtures barbelées et des murs en béton. Plus tard dans le jeu, le joueur peut construire des structures défensives actives comme des tours de garde avec des mitrailleuses ou des roquettes, des tours à canon, ou le célèbre Obélisque de lumière du Nod.

### Combat
Bien que largement équivalentes en termes d'arbre à technologie et types d'unités, chaque faction a une préférence stratégique :
Les unités du GDI sont conçues pour être plus lourdes et plus puissantes que leurs homologues du Nod, mais elles sont plus chères, plus lentes et plus longues à construire. Les deux chars les plus lourds du GDI, le M1A1 Abrams (tank moyen) et le X-66 (tank Mammouth), sont supérieurs à tous les véhicules du Nod en combat un contre un. Les autres véhicules terrestres du GDI sont le M113 VBT pour le transport d'infanterie, le M1026 Humvee qui sert de véhicule de reconnaissance grâce à sa vitesse qui en fait le véhicule le plus rapide du GDI et le lance-roquettes M270 MLRS pour le soutien d'artillerie et la défense anti-aérienne. Ils peuvent aligner, de plus, un grenadier, excellente unité, très puissante pour un prix modique. Les forces du GDI ont également accès à un soutien naval et aérien. Le soutien aérien est effectué par l'ADAV Orca équipé de roquettes FAng, l'arme la plus puissante même si après avoir jeté ses roquettes, l'orca revient vers son héliport et le raid d'A-10 Thunderbolt II « Warthog » équipé de bombes au napalm. Le transport aérien est effectué par l'hélicoptère de transport CH-47 Chinook. Le soutien naval est effectué par le navire canonnier du GDI ainsi que l'aéroglisseur JEFF-A qui peut débarquer des véhicules et de l'infanterie. Enfin, les structures défensives du GDI sont la tour de garde dotée d'une mitrailleuse et la tour lance-missiles qui peut engager les unités terrestres et aériennes. Notons toutefois que les raids de Warthog sont rarement utilisables car ne peuvent survenir que si tous les missiles SAM du NOD ont été détruits, ce qui arrive, dans la campagne de base, généralement lorsque la mission est presque finie. (Une exception notable est la première mission de l'extension "Opération Survie"). De même le Chinook, le navire canonnier du GDI et l'aéroglisseur sont rarement contrôlables par le joueur.
A contrario, les unités du Nod sont bon marché et rapides, et ce au prix de leur blindage et leur armement. Elles sont conçues pour éviter la confrontation directe autant que possible, en préférant des tactiques d'escarmouche, de camouflage et de guérilla. Dans les faits, le camouflage était peu efficace que ce soit contre l'ordinateur ou un adversaire humain, et les techniques d'escarmouche non plus du fait de la trop faible différentielle de vitesse entre les unités du NOD et du GDI. Le tank du Nod est le M-2F Bradley (tank léger, un M2 Bradley IFV doté d'un canon de 70 mm). Le Nod possède également un tank lance-flammes Pyrodon et la « Roue d'Ézéchiel », un tank furtif doté de deux lance-missiles TOW. Enfin, il possède un homme porteur d'un lance-flammes. Les missions de reconnaissances peuvent être confiées à la moto de reconnaissance et au Buggy Chenowth FAV. L'artillerie M110 et le lanceur M270 MLRS Honest John SSM (un M270 MLRS doté de deux lance-missiles au Napalm SSM) fournissent le soutien d'artillerie. Le Nod a également accès à un soutien aérien et naval. L'hélicoptère AH-64A Apache armée d'une mitrailleuse pour le soutien aérien et le CH-47 Chinook et l'avion cargo C-17 Globemaster III pour le transport aérien. Enfin, les structures défensives du Nod sont la tourelle anti-tank, l'Obélisque de lumière qui envoie un rayon laser et le site SAM pour la défense anti-aérienne. Notons que l'Apache est soumis aux mêmes contingences de munitions que l'ORCA du GDI, et que la production du lanceur de roquettes SSM n'est pas possible sans l'introduction de la commande "fun park".
Une excellente stratégie du NOD contre le GDI consiste à envoyer l'infanterie contre les véhicules lourds du GDI. Les obus des tanks sont peu efficaces contre l'infanterie, et les soldats lance-flammes protègent les hommes lance-roquettes contre l'infanterie du GDI.
Une autre stratégie consistait à utiliser la longue portée de certaines de ses unités. Si le M110 a une portée longue, en fait, il est trop lent et trop peu maniable pour être vraiment efficace. De plus, la différentielle de portée entre le M110 et les chars du GDI est trop faible pour le rendre vraiment exploitable. Par contre, le SSM est une excellente arme, dont la portée est la plus importante du jeu, et significativement supérieure à toutes les autres armes du GDI et du NOD, pour en faire une arme redoutable et réellement utilisable. Son seul point faible est son temps de rechargement épouvantablement long, qui nécessite un cordon de chars pour en assurer la sécurité.
Quel que soit le camp, il existe une technique infaillible pour accomplir les missions où le joueur dispose d'un chantier de construction. Il s'agit de murer la base adverse avec un remblai de sacs de sable. L'IA ne perçoit pas les sacs de sable comme un ennemi et ne pense pas à les détruire. L'IA va alors produire des unités qui vont s'accumuler dans la base jusqu'à épuisement de ses réserves financières, tandis que le joueur va pouvoir s'emparer du reste de la carte, se développer en toute tranquillité, et passer à l'attaque quand bon lui semble. Il va sans dire que cette technique ôte tout l'intérêt du jeu!

### Modes de jeux
Command and Conquer propose deux campagnes, une pour le GDI et une pour la confrérie du Nod. Chaque campagne est constituée d’une vingtaine de missions dont l’objectif final est la conquête d’un continent. Le joueur n’a au départ accès qu’a un nombre limité d’unités différentes et il en débloque de nouvelles au fur et à mesure des missions. La plupart des scénarios reprennent le concept du « récolter-construire-conquérir » et ont pour objectif d’éliminer les bases et les unités de l’adversaire. Certaines proposent cependant des objectifs différents. Le joueur peut ainsi avoir pour objectif de défendre une base ou d’utiliser des commandos et des ingénieurs pour capturer des infrastructures ennemies. Le jeu intègre également des missions dans lesquels le joueur doit accomplir un objectif avec un nombre prédéterminé d’unités, sans possibilité de construire des infrastructures ou de produire de nouvelles troupes. Le jeu propose également un mode escarmouche qui permet de jouer contre l’intelligence artificielle ou en multijoueur (jusqu'à quatre joueurs) par modem ou en réseau local.

## Développement

### Influences
Le concept original de l’univers de fiction de Command and Conquer a été créé par Brett Sperry, Eydie Laramore et Joseph Bostic. Contrairement à son prédécesseur Dune II, Command and Conquer devait à l’origine se dérouler dans un univers fantastique dans lequel figurerait des magiciens et des guerriers
,. Cependant, le climat politique du début des années 1990 et notamment les évènements de la guerre du Golfe pousse les développeurs à se concentrer sur un environnement de guerre contemporain qu’ils jugent plus accessible. D’après un des cofondateurs de Westwood Studios, Louis Castle, « la guerre était dans l’actualité et la menace terroriste était dans tous les esprits. Cela a définitivement eu un effet sur l’univers de fiction de Command and Conquer même si un univers parallèle fut créé pour éviter d’avoir à gérer d’éventuels problèmes liés à la vraie guerre ». Toujours d’après Castle, Westwood voulait « créer une guerre contemporaine, dans un monde contemporain avec une politique contemporaine. À l’époque, Brett Sperry disait que d’après lui, la prochaine guerre ne se déroulerait pas entre nation mais plutôt entre la société occidentale et une sorte d’organisation terroriste au fonctionnement anarchique et n’ayant pas de commandement central. Son analyse s’est révélé prophétique »
D’après Joseph D. Kucan, doubleur du personnage de Kane, la Confédération de Nod aurait été créé par Eydie Laramore. Celui-ci et Kucan ayant longuement discuté du background et des citations bibliques caractérisant la faction terroriste.
Le concept de Tibérium, inspiré d’un film de série B de 1957 appelé The Monolith Monsters, fut introduit dans le jeu pour remplacer l’épice de Dune II en tant que ressource devant être récoltée pour se développer. D’après Castle, cela permettait de résoudre un des problèmes fondamentaux de l’équipe de développement pour que l’action du jeu tourne autour d’une ressource centrale pour laquelle tout le monde se bat. Pour lui, le Tibérium est ainsi devenu un des points d’ancrage de l’univers, tout le monde se battant pour une source limitée de richesse et de pouvoir.

### Musique
La musique du jeu a été composée et produite par Frank Klepacki. La bande originale peut être écoutée sur son site Web, ainsi que quelques sons pris dans le jeu. Un CD de musique officiel, The Music of Command and Conquer, était fourni avec certaines éditions collectors du jeu, contenant des pistes du jeu et de son extension.
À noter que certaines pistes diffèrent de la version contenue dans le jeu. Dans ce cas, le titre de la piste du jeu est mentionné sous le titre original. De plus, quelques titres de pistes diffèrent des versions du site de Franck Kelpacki. Dans ce cas, le titre de la piste du site est mentionné sous le titre original de la piste dans le jeu. Les sept premières pistes du jeu ne sont disponibles qu'avec l'extension du jeu.

## Versions et extension

### Versions officielles
La version DOS de Command and Conquer est publiée par Virgin Interactive le 31 août 1995. Deux ans après, le jeu est porté sur Macintosh. Cette version, développée par Westwood Studios et publiée par Virgin Interactive bénéficie d’une résolution graphique supérieure à celle du jeu original et ajoute la possibilité de jouer sur Internet grâce à un client Internet dédié, le Westwood.chat. La même année, le jeu est également adapté pour Windows 95 sous le titre Command and Conquer Gold. Cette version, également développée par Westwood Studios et publiée par Virgin Interactive, bénéficie de graphismes en SVGA, ce qui double la résolution graphique par rapport aux graphismes en VGA de la version originale. L’écran affiche ainsi une zone quatre fois plus grande du champ de bataille. Une nouvelle option permet de faire défiler les icônes dans les barres de menus, refais dans un style proche de celui d’Alerte rouge, mais le jeu n’intègre pas les améliorations de l’interface graphique de ce dernier, comme la possibilité de définir des waypoints ou de créer des formations d’unités. Comme la version Macintosh, la version Windows ajoute la possibilité de jouer sur Internet grâce à un client Internet dédié,,.
Fin 1996, le jeu est publié sur Sega Saturn puis sur PlayStation. Pour la version Saturn, éditée Sega, le jeu est entièrement retravaillé afin de s’adapter aux possibilités graphiques de la console et de permettre de jouer avec une manette de jeu. Elle ne permet par contre pas de jouer en multijoueur et n’intègre pas de nouvelles missions. La version PlayStation est globalement identique mais inclut les missions de l’extension Opérations survie ainsi que cinq missions inédites, . En 1999, le jeu est publié sur Nintendo 64. Cette version, développé par Looking Glass Studios et publiée par Nintendo, bénéficie de graphismes entièrement retravaillé avec des terrains, des infrastructures et des véhicules entièrement en trois dimensions et une plus haute résolution. Par manque de place, les vidéos de briefing du jeu original ne sont pas présentes dans le jeu. Comme la version PlayStation, elle intègre les missions de l’extension Opérations survie ainsi que quatre missions inédites.
En 2006, la version Windows 95 est rééditée par Electronic Arts dans le The First Decade, avec un correctif pour rendre le jeu compatible avec Windows XP.
En 2007, pour fêter le 12e anniversaire du jeu, Electronic Arts permet de le télécharger gratuitement.

### Versions non officielles
- Mega Drive : une version sur Mega Drive a été annulée au début de son développement, mais une version pré-alpha a été diffusée clandestinement sur l'Internet. Il s'agit juste d'un prototype qui permet de construire des structures mais pas d'unités. Les ennemis et le Tibérium sont présents.
- FreeCNC : une réécriture du moteur du jeu a été développée, écrite avec la technologie portable Simple DirectMedia Layer. Elle nécessite une version originale du jeu, et offre quelques fonctionnalités supplémentaires comme la possibilité de construire plusieurs unités à la fois. Elle est compatible avec toutes les versions de Windows ainsi que les systèmes d'exploitation basés sur POSIX, comme BSD, Linux ou UNIX.

### Extensions
Command and Conquer bénéficie de deux extensions officielles : Opérations survie  (The Covert Operations  en version originale) et Sole Survivor.
La première est publiée en 1996 et inclut quinze nouvelles missions, sept pour le GDI et huit pour la confrérie du Nod, et dix nouvelles cartes pour le mode multijoueur. Les nouvelles missions n’incluent pas de nouvelles unités ou infrastructures. Dans celles-ci, la confrérie du Nod a en revanche la possibilité d’utiliser deux unités disponible uniquement en multijoueur dans le jeu original. Les nouvelles missions ne sont pas dans la continuité des campagnes du jeu original et constituent des batailles indépendantes, qui peuvent être jouées dans n’importe quel ordre. La plupart des missions sont des scénarios standards, dans lesquels le joueur peut développer sa base et produire de nouvelles troupes. Dans les autres, le joueur doit accomplir son objectif avec un nombre limité d’unités,. Outre les nouvelles missions et cartes, l’extension inclut également plusieurs pistes musicales supplémentaires et quelques nouvelles scènes cinématiques.
La seconde est publiée en 1997 sous forme de stand-alone. Elle est destinée à être joué uniquement sur Internet et n’inclut donc pas de nouvelles missions ou campagnes. Elle propose un système de jeu différent de celui du jeu original et se focalise plus sur l’action et moins sur la stratégie. Le joueur ne peut en effet ni développer sa base, ni produire de nouvelles troupes, et au lieu de commander une armée, il contrôle une unique unité. L’extension ne propose qu’un unique mode de jeu, le match à mort, dans lequel le joueur peut éventuellement s’allier avec d’autres joueurs mais dont l’objectif reste d’éliminer ses concurrents. Une partie peut impliquer jusqu’à 50 joueurs. Au début d’une partie, les joueurs peuvent choisir une unité de l’un ou l’autre des deux camps, comme le char mammouth ou l’ingénieur pour le GDI ou le buggy, la moto de reconnaissance ou le char invisible pour la confrérie du Nod. Chaque unité est caractérisé dans trois domaines – l’armure, l’armement et la vitesse – en cohérence avec les caractéristiques des unités du jeu original. Chaque unité dispose également d’une barre de vie. En cours de partie, les joueurs peuvent changer de véhicules, mais ils se voient alors pénalisé sur le nombre d’ennemi tués. Sur le champ de bataille, ils peuvent collecter des power-up qui peuvent être bénéfique ou non. Certains améliorent les caractéristiques d’une unité ou lui permettent de se soigner, de devenir invisible ou de se téléporter. D’autres peuvent par exemple provoquer une explosion nucléaire qui tue les unités dans la zone.
Command and Conquer bénéficie également d’une extension non officielle, baptisée Are You Ready and Alert et publiée par UK Gold en 1997 sans l’accord de Virgin Interactive. Celle-ci inclut plus de 300 nouvelles missions pour le jeu original et plus de 1000 scénarios inédits pour sa suite, Alerte rouge (1996). Elle intègre également plusieurs patchs pour les deux jeux, ainsi que 80 shareware. Si les scénarios destinés à Alerte rouge sont simplement de nouvelles cartes, jouable uniquement en mode escarmouche, ceux pour Command and Conquer propose de vraies missions et campagnes.

## Accueil

### Critique

#### Version originale
| Version DOS             |      |       |
| Média                   | Pays | Notes |
| AllGame                 | US   | 4.5/5 |
| Computer Games Magazine | US   | 5/5   |
| Computer Gaming World   | US   | 4/5   |
| Edge                    | UK   | 8/10  |
| Entertainment Weekly    | US   | A-    |
| GameSpot                | US   | 93 %  |
| Gen4                    | FR   | 92 %  |
| Joystick                | FR   | 90 %  |
| PC Gamer US             | US   | 91 %  |
| Jeuxvideo.com           | FR   | 18/20 |

#### Opération Survie
| Opération Survie      |      |       |
| Média                 | Pays | Notes |
| Computer Gaming World | US   | 4/5   |
| GameSpot              | US   | 59 %  |
| Gen4                  | FR   | 4/6   |
| Joystick              | FR   | 92 %  |

#### Sole Survivor
| Sole Survivor |      |       |
| Média         | Pays | Notes |
| GameSpot      | US   | 63 %  |

#### Version Saturn
| Version Saturn  |      |       |
| Média           | Pays | Notes |
| Game Revolution | US   | A-    |
| GameSpot        | US   | 92 %  |

#### Version PlayStation
| Version PlayStation  |      |       |
| Média                | Pays | Notes |
| Absolute PlayStation | US   | 90 %  |
| IGN                  | US   | 80 %  |
| GameSpot             | US   | 82 %  |
| Jeuxvideo.com        | FR   | 16/20 |

#### Version Nintendo 64
| Version Nintendo 64 |      |       |
| Média               | Pays | Notes |
| IGN                 | US   | 76 %  |
| GameSpot            | US   | 76 %  |

### Ventes
Command and Conquer est un succès commercial. En 1996, il totalise déjà plus de 500 000 copies vendues dans le monde et au total, il se vend à plus de trois millions d’exemplaires,. Au total, la série Command and Conquer et ses dérivés totalise plus de trente millions de copies vendues en 2009.

### Récompense
- Computer Gaming World : Jeu de stratégie de l’année, à égalité avec Heroes of Might and Magic: A Strategic Quest[40]
- PC Gamer US : Jeu de stratégie de l’année[41]
- Computer Games Strategy Plus : Jeu de l’année et jeu de stratégie de l’année[42]
- 48e du classement des 150 meilleurs jeu de tous les temps du magazine Computer Gaming World en novembre 1996[43]
- 28e du classement des 100 meilleurs jeu de tous les temps des lecteurs du magazine Game Informer en août 2001[44]
- 24e du classement des 50 meilleurs jeu de tous les temps des lecteurs du magazine PC Gamer en avril 2000[45]

La version gold de Command and Conquer publié en 1997 fut également nommée à la première conférence annuelle de l’Academy of Interactive Arts and Sciences dans la catégorie jeux de stratégie de l'année en 1998.

## Postérité

### Impact sur le genre
Rétrospectivement, Command and Conquer est considéré comme le successeur spirituel de Dune II dont il se distingue par son univers uchronique original, par son gameplay plus rythmé et par l’introduction de  plusieurs améliorations dont la possibilité de sélectionner plusieurs unités à la fois avec un cliquer-glisser, un mode multijoueur, une interface graphique simplifiée et des scènes cinématiques filmées avec de vrais acteurs sur un fond vert. Il se distingue également de son prédécesseur en dotant ses deux factions d’une personnalité propre, retranscrite aussi bien par les briefings des missions que par leurs différences dans le jeu, avec notamment la méchanceté gratuite dont fait preuve la confrérie du Nod, qui contribue à populariser la série. La « fièvre » que déclenche sa sortie en 1995 fait que son titre devient quasiment un synonyme de jeu de stratégie en temps réel et la compétition qui l’oppose à son principal concurrent, le jeu Warcraft II (1995) de Blizzard Entertainment contribue fortement au développement du genre à la fin des années 1990,,,. Porté par son succès et celui d’Alerte rouge (1996) et des premiers Warcraft, le genre devient en effet particulièrement populaire et donne naissance à de nombreux clones plus ou moins réussis, dont notamment Z (1996), Conquest Earth (1997), Dark Colony (1997) ou Earth 2140 (1997),.

### Série dérivée
Après Command and Conquer, Westwood Studios développe le spin-off Command and Conquer : Alerte rouge qui est publié par Virgin Interactive en 1996 et qui perfectionne de nombreux éléments de son prédécesseur. Son interface graphique se voit en effet doté de nouvelles fonctionnalités et il accentue la distinction entre les deux factions avec l’introduction d’unités spéciales spécifiques à chaque camp. Il consolide de plus la place de la série dans la culture populaire en transposant le conflit dans un XXe siècle alternatif, qui tient lieu de préquelle à Command and Conquer, et avec la première apparence du personnage de Tanya Adams, qui devient ensuite un personnage récurrent de la série. Comme son prédécesseur, Alerte rouge bénéficie de deux extensions, Counterstrike (1997) et The Aftermath (1997) et est porté sur PlayStation en 1997.
Il bénéficie également de deux suites,  Alerte rouge 2 (2000) et  Alerte rouge 3 (2008). La première est développée par Westwood Studios et publié par Electronic Arts, qui rachète le studio en 1999. Si elle accentue encore un peu plus la distinction entre les deux factions, c’est sans doute son univers complètement loufoque qui la rend mémorable.

### Suites
Après le spin-off Alerte rouge, Westwood Studios développe la suite directe de Command and Conquer, Command and Conquer : Soleil de Tiberium (1999) qui se déroule trente ans après les évènements du jeu original. Si celle-ci bénéficie d’améliorations graphiques par rapport à ses prédécesseurs, avec sa perspective isométrique et sa gestion du relief, son développement prend du retard et certaines de ses fonctionnalités sont finalement abandonnées. Le jeu est ainsi très proche de l’original et souffre de problème de performances. Il bénéficie néanmoins d’une extension, Firestorm (2000), qui inclut une nouvelle campagne pour chacun des deux camps. Il bénéficie également de deux suites,  Command and Conquer 3 : Les Guerres du Tiberium (2007) et Command and Conquer 4 : Le Crépuscule du Tiberium (2010), développées par EA Los Angeles.